# Natalia de 8 a 9
Natalia de 8 a 9 es una telenovela venezolana realizada por la cadena RCTV, en el año de 1980. Su éxito (igualando al de La señora de Cárdenas) no se hizo esperar; fue otra telenovela cultural escrita por el Maestro de las telenovelas José Ignacio Cabrujas. Fue protagonizada magistralmente por las glorias de la actuación Marina Baura y Gustavo Rodríguez, con la participación antagónica de María Conchita Alonso.

## Trama
Un hogar aparentemente sólido será víctima de la rutina y de un agitado ritmo de vida, en el que la pareja solo puede verse durante una hora diaria de 8 a 9 de la mañana. Una hora para conversar, entre las tazas de café, a punto de comenzar las labores del nuevo día. Natalia hace lo imposible por preservar ese castillo de arena que se desmorona entre sus manos, mientras Juan Carlos obstinado en el día a día, se entregará sin pensar a la posibilidad de un nuevo amor; echando por la borda su matrimonio, cuando a su vida llega Mariana, una joven y hermosa mujer que es su estudiante en la universidad. Tras el divorcio, el mundo de Natalia se derrumba y todo se vuelve un caos. Natalia descubre que su hija menor de edad toma anticonceptivos y que ya no es virgen,  hace apuestas clandestinas y cae detenida una noche. Juan Carlos la saca libre y la amenaza con quitarle a sus hijos. Natalia decide rehacer su vida y levantarse de sus propias cenizas. Empieza a cocinar en su casa por encargo para varios restaurantes, es así como Natalia va haciéndose de una importante clientela y crece su fama como chef. A Juan Carlos se le acaba el romance con Mariana, quien lo abandona y se va de viaje. Juan Carlos entonces se enreda con la mejor amiga de Natalia. Cuando Natalia descubre aquella nueva bajeza, se da cuenta de que mucha gente a su alrededor no vale nada. El destino se encargará de demostrarle a Juan Carlos que Natalia sigue siendo el único y verdadero amor de su vida, pero tal vez sea ya demasiado tarde. Natalia desafiará sus principios para descubrir que merece algo más que migajas de amor en su vida.

## Elenco
- Marina Baura - Natalia Márquez De Guzmán
- Gustavo Rodríguez (†) - Juan Carlos Guzmán Barreto
- María Conchita Alonso - Mariana Del Carmen Brito
- Humberto García Brandt - Roberto Vielma
- Rafael Briceño (†)- Don Vitelio Brito
- Cecilia Villarreal - Bélgica Navas
- Tatiana Capote - Alejandra Guzmán Márquez
- Guillermo Dávila - Julio Dávila Duarte
- Richard Bazan - Gustavito Márquez
- José Paniagua - Diego Guzmán Márquez
- Julio Jung - José Antonio Campos
- Mahuampi Acosta (†) - Doña Lucila De Brito
- María Teresa Acosta (†) - Doña Esther Rodríguez Vda. De Márquez
- Irma Palmieri (†) - Doña Genoveva Socorro Baserba
- Linda Olivier - Martha De Pelliser
- Henry Zakka - Francisco
- Esther Orjuela (†) - Rosa María
- Henry Galué - Dr. Colmenares Pacheco
- Bárbara Katz - Ingrid Mososqué
- Mimi Sills - Doña Ruth Duarte De Dávila
- Hugo Pimentel (†) - Don Rodrigo Dávila
- Lupe Gehrenbeck - Patricia Navas
- Igor Reveron (†) - Guillermo Martínez
- Nury Flores - Dra. Elena Fierro
- Dilia Waikkarán - Doña Esperanza
- Martha Olivo (†) - Doña Irma
- Nancy Soto - Sofia Montes
- Dante Carle (†) - Don Rodrigo Dávila #2
- Alfonso Urdaneta (†) - Juez Arturo Boscán
- Eva Mondolfi - Sra. Carmela Sifuentes
- Pedro Espinoza (†) - Señor Morris
- Aidita Artigas (†) - Sra. Mososqué
- Jessika Arvelo - Secretaria
- Laura Brey - Secretaria Rita

## Versiones
- Natalia de 8 a 9, película para TV realizada por RCTV en 2004, escrita por Rossana Negrín estuvo protagonizada por Ruddy Rodríguez y Luis Fernández.

- Vivir sin ti, telenovela mexicana realizada por TV Azteca en 2007, y protagonizada por Elizabeth Cervantes y Diego Olivera.

- Datos: Q6038532